# Jiazhuang, Hebei
Jiazhuang är en köping i Kina. Den ligger i provinsen Hebei, i den norra delen av landet, omkring 280 kilometer sydväst om huvudstaden Peking. Antalet invånare är 24 245. Befolkningen består av 11 536 kvinnor och 12 709 män. Barn under 15 år utgör 14,0 %, vuxna 15-64 år 77 %, och äldre över 65 år 8,0 %.
Runt Jiazhuang är det ganska tätbefolkat, med 172 invånare per kvadratkilometer. Närmaste större samhälle är Tianchang, 11,4 km söder om Jiazhuang. Trakten runt Jiazhuang består till största delen av jordbruksmark.
Genomsnittlig årsnederbörd är 656 millimeter. Den regnigaste månaden är juli, med i genomsnitt 206 mm nederbörd, och den torraste är december, med 4 mm nederbörd.